# Miquel de Palol i Muntanyola
Œuvres principales
- El Porxo de les Mirades
- Le Jardin des Sept Crépuscules
- Le Testament d'Alceste
- La poesía en el Boudoir
- Els proverbis

Miquel de Palol i Muntanyola, né le 2 avril 1953 à Barcelone, est un architecte, poète et écrivain espagnol d'expression catalane, fils de l'archéologue Pere de Palol i Salellas (ca) et petit-fils de l'écrivain et poète Miquel de Palol i Felip (ca).

## Biographie
Miquel de Palol i Muntanyola, né à Barcelone, passe son enfance et son adolescence à Valladolid où son père est professeur d'archéologie et de préhistoire à l'Université. À dix-sept ans, il retourne à Barcelone pour y étudier l'architecture. À la même époque s'affirme sa vocation d'écrivain. Il se tourne d'abord vers la poésie et publie en 1972 son premier recueil, Lotus. C'est le début d'une œuvre poétique volontiers marquée par un goût pour l'expérimentation et la transgression. En 1982, son recueil El porxo de les mirades reçoit le prix Carles Riba de poésie et le prix de la critique Serra d'Or. Ce recueil, suivi de Rapsòdies de Montcada (1982) et de Indiferència (1986), annonce l'ouvrage qui le fera connaître internationalement. 
En 1989, il publie, en effet, Le Jardin des Sept Crépuscules (El Jardí dels set crepuscles), son premier roman, qui lui vaut une reconnaissance immédiate et pour lequel il reçoit le prix Joan Creixell (1989), le prix Crítica Serra d’Or (1990), le prix national de la critique (1990), le prix national de littérature de la Generalitat de Catalogne (1990) et le prix Ojo Crítico II Milenio de Radio Nacional de España. 
En 1991, Miquel de Palol met un terme à sa carrière d'architecte pour se consacrer entièrement à la littérature et continuer l'édification d'une œuvre abondante et multiforme, couronnée par de nombreux prix. Parmi ses romans, on peut notamment citer : L’àngel d’hora en hora (2003), Un home vulgar (2006), ou encore El testament d’Alcestis (2009)
Son œuvre est traduite en allemand, espagnol, néerlandais et italien. 
Miquel de Palol est traduit en français pour la première fois en 2013 aux éditions Zulma .
Il est membre de l'Associació d'escriptors en Llengua Catalana (AELC) et du PEN Club catalan.

## Œuvre

### Poésie
- Lotus (1re part), Barcelona, Revista Serra d'Or, 1972
- Lotus (2e part), Girona, El Pont, 1973
- Delta, Barcelona, El Mall, 1973
- Llet i vi, Barcelona, l'autor, 1974
- Arxiu de poèmes independents, Barcelona, Pòrtic, 1975
- L'aneguet lleig, Barcelona, l'autor, 1977
- Quan?, Barcelona, Proa, 1979
- Encara mor aquella primavera, Barcelona, El Mall, 1981
- Salamó, Palma de Mallorca, Tafal, 1981
- Rapsòdies de Montcada, València, El Cingle, 1982
- El viatge misteriós, Barcelona, Taller de Picasso, 1983
- El porxo de les mirades, Barcelona, Proa, 1983
- Indiferència, Barcelona, Proa, 1986
- La nit italiana, València, Gregal, 1986
- Quintern, Màlaga, Ángel Caffarena, 1992
- Estudis en menor, Palma de Mallorca, El Cantor, 1995
- El sol i la mort, Barcelona, Proa, 1996
- Gralles al galliner, Barcelona, Proa, 1996
- Nocturns, Barcelona, Columna, 2002
- Aire amb cel de fons, Barcelona, Proa, 2012
- El Llac dels Signes, Barcelona, Proa 2013
- Dos Cors per una Bèstia, Barcelona, Proa 2015

### Romans et nouvelles
- El jardí dels set crepuscles, 1989 Publié en français sous le titre Le Jardin des Sept Crépuscules, traduit par François-Michel Durazzo, Paris, Éditions Zulma, 2015, 1140 p.  (ISBN 978-2-84304-749-7)
  - I Frixus el boig Publié en français sous le titre Phrixos le fou, traduit par François-Michel Durazzo, Paris, Éditions Zulma, 2013, 326 p.  (ISBN 978-2-84304-606-3)
  - II Googol Publié en français sous le titre À bord du "Googol", traduit par François-Michel Durazzo, Paris, Éditions Zulma, 2013, 432 p.  (ISBN 978-2-84304-648-3)
  - III La joia retrobada
- Amb l'olor d'Àfrica, 1992
- Grafomàquia, 1993
- Ígur Neblí, 1994
- L'àngel d'hora en hora, 1995
- El legislador, 1997
- Consulta a Ripseu, 1997
- Contes per vells adolescents, 1998
- El Quincorn: una història romàntica, 1999
- El Troiacord, 2001
- Les concessions, 2004
- Contes en forma de L, 2004
- Gallifa, 2006
- Un home vulgar, 2006
- El Lleó de Böcklin i sis contes més, 2006
- Aire pàl·lid/Palimpsest, 2007
- El Testament d'Alcestis, 2009 Publié en français sous le titre Le Testament d'Alceste, traduit par François-Michel Durazzo, Paris, Éditions Zulma, 2019, 768 p.  (ISBN 978-2-84304-876-0)

### Œuvrages de littérature d'enfance et de jeunesse
- Les Tres Ties, 1992
- La fortuna del senyor Filemó, 1997
- La Venus del Kilimanjaro (avec Xavier Moret), 1998

## Prix littéraires
- 1984 : Prix de la critique Serra d'Or, mention recueil de poésie
- 1990 : Prix de la critique Serra d'Or, mention roman
- 1998 : Prix Sant Jordi du roman pour El Quincorn. Una història romàntica
- 2003 : Prix de la critique Serra d'Or, mention essai
- 2010 : Prix de la critique Serra d'Or, mention roman
- 2010 : Prix national de littérature de la Generalitat de Catalogne